# Вітув (Татранський повіт)
Вітув (пол. Witów) — село в Польщі, у гміні Косьцелисько Татранського повіту Малопольського воєводства.
Населення — 1694 особи (2011).
У 1975-1998 роках село належало до Новосондецького воєводства.

## Демографія
Демографічна структура станом на 31 березня 2011 року:
|          | Загалом | Допрацездатний вік | Працездатний вік | Постпрацездатний вік |
| -------- | ------- | ------------------ | ---------------- | -------------------- |
| Чоловіки | 842     | 180                | 578              | 84                   |
| Жінки    | 852     | 167                | 508              | 177                  |
| Разом    | 1694    | 347                | 1086             | 261                  |